# Людвік Вацулік
Людвік Вацулік (чеськ. Ludvík Vaculík, 23 липня 1926, Брумов-Бильніце, Злінський край, Чехословаччина — 6 червня 2015, Добржиховіце, Середньочеський край, Чехія) —  чеський письменник і журналіст-фейлетоніст. Став відомий завдяки зверненню «Дві тисячі слів», написаному під час подій  Празької весни.

## Юність
Народився 23 липня 1926 році в Брумов-Бильніце (Валашске-Клобоуки) в сім'ї теслі. Після закінчення середньої школи навчався в Школі робочої молоді підприємства «Батя» (знаменита взуттєва фабрика, Злін). Під час війни продовжив працювати на фірмі «Батя» і одночасно підвищував кваліфікацію в Школі взуттєвиків (1941–1946). В 1948 вступив в  Комуністичну партію Чехословаччини (КПЧ) і в 1950 закінчив дворічний курс  Вищої партійної школи в  Празі. Викладав в інтернаті Об'єднаних заводів в Бенешеві над Плучницею. У цей час з'явилася його перша проза («Гучний будинок», «Сокира»).

## Молодість
Після повернення зі служби в армії працював редактором політичної літератури у видавництві рупора  Комуністичної партії Чехословаччини Руде право, а пізніше — в сільському журналі «Бесіда сільської родини». Після 1958 року в молодіжній редакції  Чехословацького радіо вів передачі «Мікрофон молодих» (потім — «Мікрофорум») і «Вчора мені було 15», став членом Спілки письменників Чехословаччини. В 1965 році влаштувався на роботу в «Літературну газету». Його фейлетони порівнювали з фейлетонами  Карела Чапека. На  IV з'їзді Спілки письменників Чехословаччини в кінці червня 1967 року виголосив промову, в якій вимагав свободи слова та скасування цензури. За це був виключений з партії.

## Дві тисячі слів
Маніфест «Дві тисячі слів» Вацулік написав на прохання тих сил в КПЧ, які підтримували реформатора Дубчека — групи академіків на чолі з Віхтерле і члена політбюро Франтішека Крігеля. У ньому, під виглядом демократизації політичного режиму ЧССР, фактично містилися заклики до усунення від влади Комуністичної партії, відходу Чехословаччини з соціалістичного шляху розвитку. Маніфест був опублікований 27 червня 1968 року відразу в декількох чехословацьких газетах (Літературна газета, Сільська газета і Млада Фронта), буквально на наступний день після того, як парламент своїм законом скасував попередню цензуру в пресі. Незважаючи на наявність в маніфесті «2000 слів» прямих закликів до захисту уряду Дубчека «зі зброєю в руках», сам Вацулік сьогодні стверджує, що його знаменитий текст був написаний під враженням вчення  Махатми Ганді і закликав до громадянського протистояння без застосування насильства.
Вторгнення танків Варшавського договору в  Чехословаччину в 1968 році Вацулік описує з гумором: "21 серпня 1968 року я був з сім'єю в моєму рідному місті Брумов, гостював у двоюрідного брата теж по імені Людвік. О шостій ранку його дружина відкрила двері в нашу кімнату і каже: «Людвік, росіяни нас окупують!». Мій брат встав, запалив і сказав: «Чим ми їх привітаємо? Сливовиця випита, гранат немає». Потім прийшли лісничі, мовляв, треба мене заховати. А я кажу: «Це що ще за дурість, що я буду тут сто років ховатися, чи що?».

## За часів нормалізації
За часів нормалізації (з 1969) Вацуліку було заборонено друкуватися. В 1969–1971 роках публікувався в рукописному журналі «Йонаш»  театру Семафор. Його книги виходили у самвидаві, а також у великих чеських видавництвах за кордоном — Sixty-Eight Publishers в Торонто і в кельнському «Індексі». Його книги цих років — «Крихітки» (1973), «Чеський сонник» (1981; «Улюблені однокласники» (1981).
У 1973 році Вацулік став організатором непідцензурного видавництва "Петлице", котрий випустив близько чотирьохсот книг, а в 1977 році став одним з лідерів правозахисної організації Хартія 77. Отримав Премію Ярослава Сейферта у 1987 році.

## Після оксамитової революції
Офіційна заборона на роботи Вацуліка знята в кінці 1989 року, після  оксамитової революції. Вацулік — один з небагатьох письменників того часу, який не був причетний до політичного життя в цей час. У листопаді 1989 року організатори політичних урочистостей на Льотній запропонували Вацулік повідомити, про що він хоче говорити, і після його відмови зробити це — не пустили на трибуну, посилаючись на те, що свідомий народ не дасть йому виступити, звинувачуючи в боягузтві.
Після 1989 року Вацулік написав книги «Як справи, хлопець» (1991 — про відносини батька з сином), «Немемуари» (1998 — про своє життя), «Прощання з Дівою» (2003 — про божественне падіння) і «Покращені пісеньки» (2006 — народні пісні, поліпшені Вацуліком). Невиданою залишається його еротична проза «Старе ліжко» і «Хліб наш насущний». Право вирішувати видавати, їх чи ні після смерті, передано синові письменника.
За літературні та цивільні заслуги в 1996 році письменник нагороджений  орденом  Томаша Масарика.

## В 2000-х
У 2000-х Вацулік жив в  Празі, писав прозу і вів колонку «Останнє слово» в праволіберальній газеті Лідове новини. «З чуйністю, властивою тільки натурам винятковим, — пише Іван Клима, — коротко, дотепно і цікаво Вацулік виявляє і називає по імені причини хвороб, що роз'їдають душу і тіло нашого суспільства; в блискучому літературному стилі, що не має аналогів з часів  Карела Чапека, він веде боротьбу за нормальну людину і її гідне, осмислене життя». У серпні 2008 82-річний Вацулік в одному з «Останніх слів» різко висловився проти дозволу отримання ПМЖ в Чехії для громадян Росії: «… цей народ, який отримав таке виховання і пройшов таку селекцію, небезпечний в будь-якій ситуації. Тому я не згоден з тим, щоб таких людей до нас впускали. Вони приїжджають під девізом свободи, нічого про неї не знаючи, привозять сюди свій капітал, щоб зачепитися, а коли їх тут стане багато, так вони вимагатимуть автономії. А брати з держави прийдуть їх рятувати. Як в  Грузії».